# Haemodorum discolor
Haemodorum discolor är en enhjärtbladig växtart som beskrevs av Terry Desmond Macfarlane. Haemodorum discolor ingår i släktet Haemodorum och familjen Haemodoraceae. Inga underarter finns listade.